# Tichy
Pour les articles homonymes, voir Tichy (homonymie).
 (avril 2021).
La mise en forme du texte ne suit pas les recommandations de Wikipédia : il faut le « wikifier ».
Les points d'amélioration suivants sont les cas les plus fréquents. Le détail des points à revoir est peut-être précisé sur la page de discussion.
- Les titres sont pré-formatés par le logiciel. Ils ne sont ni en capitales, ni en gras.
- Le texte ne doit pas être écrit en capitales (les noms de famille non plus), ni en gras, ni en italique, ni en « petit »…
- Le gras n'est utilisé que pour surligner le titre de l'article dans l'introduction, une seule fois.
- L'italique est rarement utilisé : mots en langue étrangère, titres d'œuvres, noms de bateaux, etc.
- Les citations ne sont pas en italique mais en corps de texte normal. Elles sont entourées par des guillemets français : « et ».
- Les listes à puces sont à éviter, des paragraphes rédigés étant largement préférés. Les tableaux sont à réserver à la présentation de données structurées (résultats, etc.).
- Les appels de note de bas de page (petits chiffres en exposant, introduits par l'outil «  Source ») sont à placer entre la fin de phrase et le point final[comme ça].
- Les liens internes (vers d'autres articles de Wikipédia) sont à choisir avec parcimonie. Créez des liens vers des articles approfondissant le sujet. Les termes génériques sans rapport avec le sujet sont à éviter, ainsi que les répétitions de liens vers un même terme.
- Les liens externes sont à placer uniquement dans une section « Liens externes », à la fin de l'article. Ces liens sont à choisir avec parcimonie suivant les règles définies. Si un lien sert de source à l'article, son insertion dans le texte est à faire par les notes de bas de page.
- La présentation des références doit suivre les conventions bibliographiques. Il est recommandé d'utiliser les modèles {{Ouvrage}}, {{Chapitre}}, {{Article}}, {{Lien web}} et/ou {{Bibliographie}}. Le mode d'édition visuel peut mettre en forme automatiquement les références.
- Insérer une infobox (cadre d'informations à droite) n'est pas obligatoire pour parachever la mise en page.

Pour une aide détaillée, merci de consulter Aide:Wikification.
Si vous pensez que ces points ont été résolus, vous pouvez retirer ce bandeau et améliorer la mise en forme d'un autre article.
Tichy (en tifinagh: ⵜⵉⵛⵉ Ticci, en arabe : تيشي), est une commune de la wilaya de Béjaïa, dans la région de Kabylie, en Algérie.
En plus du centre-ville, Tichy est composée des deux âarchs, Aït Amrous et Aït Melloul. Elle est une importante station balnéaire du littoral méditerranéen, connaissant une grande affluence touristique durant la saison estivale.
Ses habitants sont les Tichissois(es). La commune comptait 16 546 habitants en 2008.(l'article d'El-watan ne peut être une référence dans ce domaine pour appeler les gens de Tichy par les Tichiotes)

## Géographie

### Situation
Située au nord de la wilaya de Béjaïa, la commune de Tichy est limitée par la mer Méditerranée au nord, la commune de Boukhelifa à l'ouest, les communes d'Aokas et de Tizi N'Berber à l'est et la commune d'Aït Tizi (dans la wilaya de Sétif) au sud.

### Relief, géologie, hydrographie
Le relief de la commune de Tichy se compose de deux zones bien distinctes : la plaine côtière d'une longueur de 4 km s'étend du village de vacances Capritour à l'Ouest à l'embouchure de l'oued Djamaa à l'Est.
La zone montagneuse occupe les trois quarts de la superficie de la commune, avec des pentes partout supérieures à 25 %.
La Commune de Tichy reçoit en moyenne de 600 à 1 100 mm de pluie par an.
Les températures sont adoucies sur le littoral (hiver doux, été chaud). La zone montagneuse voit au contraire des gelées fréquentes, les vents dominants sont les vents du Nord-Ouest (marins).
Quelques paramètres climatologiques :
- Pluviométrie :
  - Hauteur (en mm) : 752,4
  - Nombre de jours de pluie : 115
- Température :
  - Température moyenne de l'année (°C) : 19,90
  - Moyenne de température minimale (°C) : 11,90
  - Moyenne de température maximale (°C) : 23,50

### Forêt
La superficie forestière totale est de 20 hectares, dont :
- 6 hectares de forêt.
- 12 hectares de maquis.

Essences dominantes : Chêne-liège, Chêne zeene afares, Pin d'Alep, Sapin de Numidie.

### Transports
La commune est traversée d'est en ouest par la route nationale 9 reliant Béjaïa à Sétif.

### Lieux-dits, quartiers et hameaux

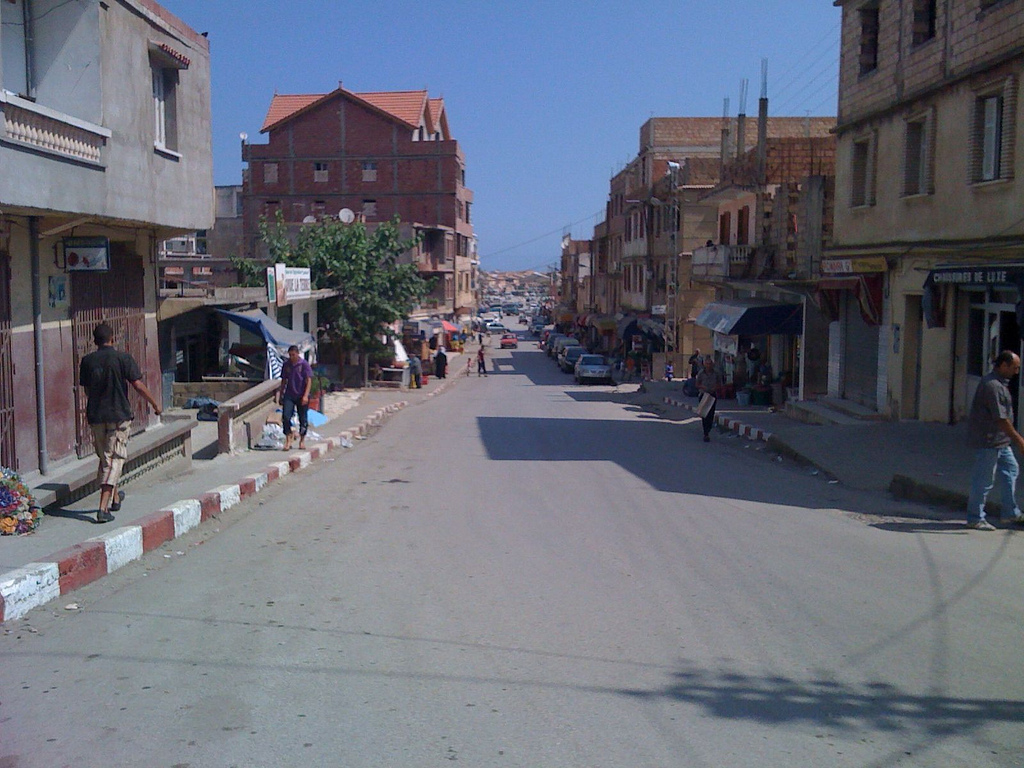
Vue de la rue principale de la localité de Cité Ben Saïd.

Outre son chef-lieu Tichy-ville, la commune de Tichy est composée des localités suivantes : Izoumam, Tala Meloulte, Taourirt Ikhelafène, Taount, Boumeloul, Tagouba, Ikherbane, Tibizelt, Ighil Isly, Turkine, Amalou, El Mizab, Lemaâden, Cité Ben Saïd (Vaccaro), Tizi Ahmed, Leftel, Tikhribt, Berber, Ihaloufène, Tizi Khelaf, Boukherou, Mahoui, Taourirt Ifouzar, Boussoumar, Tahalket, Boukharoubène, Larbaa, Afalou (complexe touristique), Club hippique et Targa.

## Toponymie
Le nom de Tichy, d'origine berbère, viendrait soit du mot ticci, diminutif du mot icc signifiant « corne », soit du mot ticci, signifiant « lumière » ou « éclat de lumière ». Toutefois, au sud de cette commune, en face de la commune Tizi n Berbar, existe une forêt nommée également "Tichy", pour certains, notamment les anciens, le mot Tichy signifie tout simplement forêt ou maquis.
Le nom de Tichy autrefois appelée Tichchit signigfie en Kabyle la petite corne de vache.

## Histoire
Il est difficile de déterminer l'époque à laquelle les Aït Amrous sont arrivés à Tichy. À une époque très reculée, plusieurs familles originaires de Sakiat-el-Hamra près de Fez au Maroc vinrent s'établir aux environs de Bougie. À leur arrivée dans le pays, ils se partagèrent en trois factions. L'une d'elles s'installa sous le nom de Teslent près de Toudja. Une autre devint la souche d'une tribune du cercle de Sétif qui se nomme aujourd'hui Illoula-Assoumer. La troisième, sous la conduite d'un certain Amrous, vint asseoir son camp près d'un col nommé Tizi-San, à la naissance d'un ruisseau qui se jette dans la Méditerranée, sous le nom de Igher n'Jenned. Amrous et quelques familles qui l'avaient suivi s'allièrent aux premiers occupants du sol et finirent par ne former qu'une seule et même tribu du nom de Ait-Amrous.
En 1847, à la suite du passage de la colonne du maréchal Bugeaud dans les environs de Bougie, les Ait Bou Messaoud et les Ait Vimoune se rallièrent aux Français devant le chef d'escadron d'état major commandant supérieur du cercle de Bougie. Les Ait Amrous suivirent leur exemple quelques jours après. Pendant 18 années, ils restent fidèles aux Français. En 1865, deux Kabyles de l'annexe de Takitount nommés Said Ou Arouch et Mohamed ou Bakir les convainquent de prendre part à leur insurrection. Ils se joignent ainsi aux tribus kabyles insurgées pour l'attaque du cou de la colonne de Bougie, qui se déroule près de cap Aokas. La défaite, les pertes humaines et la pression française ne tardent pas à les faire rentrer dans l'ordre.
Le territoire de la tribu des Aït Amrous qui s'étend du Nord au Sud depuis la Méditerranée jusqu'à l'oued Djamaâ et de l'Ouest à l'Est depuis le territoire des Aït Vimoune jusqu'à celui des Aït Ouaret Ou-Ali a une superficie de 2268 ha 16 ares. Au point de vue topographique, cette superficie se divise en deux grandes parties au versant séparées par une côte où l'on remarque des points culminants d'Adhrar Yahia, d'Adhrar N'Zeqa et le col de Tizi San. Le premier de ces deux versants dit septentrional comprend environ la moitié du territoire de la tribu, le deuxième dit méridional renferme l'autre moitié sur les 2 268 hectares 16 ares qui composent la superficie de cette tribu, 724 hectares 34 ares 66 ca sont cultivés, le reste est couvert de chênes-lièges concédés en partie et de broussailles qu'il serait peu aisé de convertir en termes cultivables vu la configuration accidentée du sol. 
Les Aït Amrous ont été lors de l'organisation première du pays devisé en trois fractions sous le nom : Aït Driss, Aït Bour'Baâoun et Aït Moussa. 
La tribu des Aït Amrous depuis sa soumission à la France a été subdivisée en trois fractions sous le commandement d'un seul chef investi qui réside au village de Tizi-Ahmed. Il existait chez les Aït Amrous, 18 groupes de maisons, 398 âmes se divisent ainsi qu'il soit : 108 hommes, 116 femmes, 174 enfants. 
Les trois fractions des communautés Aït Amrous ont la même origine, parlent la langue kabyle et sont depuis un temps immémorial liées par des intérêts. Elles ont toujours vécu en bonne intelligence et sont en résumé très désireuses de conserver les limites que la nature a si nettement déterminées. 
Bien plus la tribu des Aït Amrous renferme une population homogène qui est ainsi préparée à former un douar unique lequel succédera à la tribu sous le même nom et sans aucune perturbation. Pour ces raisons, la commission tous d'une voix a proposé de constituer la tribu des Aït Amrous en un seul douar qui conservera son nom à ce jour. Une portion de son territoire a été concédée par décret impérial du 26 avril 1862 pour une durée de 90 ans à MM. de Chabannes, du Pere et communal pour l'exploitation du chêne-liège. Cette concession présente une superficie de 949 ha 34 ares 52 ca. Une autre concession de la contenance de 1 hectare 9 ares 21 ca a été donné au sieur Fabet pour l'exploitation du plâtre par décret impérial du 1er mai 1863. La forêt appartient de plein droit à l'État qui est libre d'en disposer à son gré après rachat des droits d'usage des indigènes. Quant à la concession Fabet la mauvaise qualité, la minime importance du terrain prélevé ne montre nullement l'allocation de compensation en faveur de la tribu. 
Depuis le 1er mai 1863 la tribu des Aït Amrous n'a subi aucune modification de territoire.

## Démographie
Tichy compte s'étale sur une superficie de 56,66 km2 pour une population de 16 546 habitants en 2008, soit une densité de 292 hab./km2.

## Administration et politique
L’ancien maire de Tichy, Hamid Aïssani, est condamné à 6 mois de prison le 19 janvier 2021 pour « falsifications, faux et usage de faux ».

### Protocole d'amitié et jumelage
| Tichy Épinay-sur-Seine |

Béjaïa a un protocole d'amitié avec :
- Épinay-sur-Seine, France (2014)[9].

## Économie

### Tourisme
Tichy est réputée dans toute l'Algérie pour sa station balnéaire. Elle est très fréquentée dès les premières chaleurs par les habitants de la région puis dès les vacances scolaires d'été par les habitants des wilaya voisines (Sétif, Constantine…) ou plus éloignées comme Batna ou Oum el Bouaghi. Disposant de nombreux hôtels et de biens immobiliers privés en location à vocation estivale, la ville de Tichy peine toutefois à renouveler son parterre. Les initiatives privées existent mais la part étatique du patrimoine n'est pas standardisée.
En outre, la ville est une station balnéaire.
Non loin de Tichy, à Aokas, se trouve une grotte formée de stalactites et de stalagmites, la grotte féérique, très prisée des touristes.

### Agriculture
30 % des terres de la commune sont labourables, exploitées en arbres fruitiers, vignobles, prairies naturelles, etc.
Élevage de bovins, ovins, caprins, etc.

### Pêche
La ville ne disposant ni d'un port de plaisance, ni d'un port de pêche, les pêcheurs utilisent de petites embarcations avec ou sans moteur et les récoltes sont souvent modestes, du poisson blanc et du poisson bleu.

## Vie quotidienne

### Éducation
La commune dispose de :
- cinq écoles primaires mixtes de 2 000 élèves environ ;
- trois écoles fondamentales mixtes de 2 000 élèves environ ;
- un lycée mixte de 800 étudiants environ ;
- un CFPA (centre de formation professionnelle).

## Personnalités
- Fatima Bedar (1946-1961), militante indépendantiste algérienne, est née à Tichy.